# FK Astrakhan
Maillots
Le Futbolny klub Astrakhan (russe : Футбольный клуб «Астрахань») est un club de football russe fondé en 1931 et basé à Astrakhan.

## Histoire
Fondé en 1931 sous le nom KSZ Stalina (russe : Команда судоремонтного завода имени Сталина ; « équipage du chantier naval nommé Staline »), le club connaît plusieurs changements de noms durant son existence, avec le retrait de Stalina à partir de 1958 puis l'ajout d'Astrakhan en 1965. Entre 1976 et 2007 le club est renommé Soudostroïtel (russe : Судостроитель ; « constructeur de navires ») avant de devenir le FK Astrakhan à partir de 2008.
Ayant évolué durant la majorité de son histoire dans les divisions amateurs, le club ne découvre le niveau professionnel qu'en 2000 avec l'accession en troisième division. Après seize années à ce niveau, il est dissous en juillet 2016, puis reformé quelque temps après et réintègre la quatrième division pour la saison 2017.

## Bilan sportif

### Classements en championnat
La frise ci-dessous résume les classements successifs du club en championnat de Russie.

### Bilan par saison
Légende
- Promotion en division supérieure
- Relégation en division inférieure

| Saison    | Championnat   | Championnat | Championnat | Championnat | Championnat | Championnat | Championnat | Championnat | Championnat | Championnat | Coupe de Russie     |
| Saison    | Division      | Pos         | Pts         | J           | V           | N           | D           | BP          | BC          | Diff        | Coupe de Russie     |
| --------- | ------------- | ----------- | ----------- | ----------- | ----------- | ----------- | ----------- | ----------- | ----------- | ----------- | ------------------- |
| 1992      | 4e Povoljié   | 4e          | 20          | 16          | 8           | 4           | 4           | 26          | 6           | +20         | —                   |
| 1993      | 4e Povoljié B | 7e          | 43          | 22          | 12          | 0           | 10          | 38          | 34          | +4          | —                   |
| 1994      | 5e Povoljié B | 2e          | 38          | 16          | 10          | 3           | 3           | 40          | 18          | +22         | —                   |
| 1995      | 5e Sud A      | 1er         | Inconnu     | Inconnu     | Inconnu     | Inconnu     | Inconnu     | Inconnu     | Inconnu     | Inconnu     | —                   |
| 1996      | 5e Sud        | 4e          | 27          | 16          | 8           | 3           | 5           | 27          | 20          | +7          | —                   |
| 1997      | 5e Sud        | 1er         | 52          | 22          | 17          | 1           | 4           | 71          | 22          | +49         | —                   |
| 1998      | 4e Sud        | 3e          | 47          | 24          | 15          | 2           | 7           | 60          | 25          | +35         | —                   |
| 1999      | 4e Sud        | 3e          | 74          | 30          | 24          | 2           | 4           | 72          | 22          | +50         | —                   |
| 2000      | 3e Sud        | 11e         | 50          | 38          | 14          | 8           | 16          | 48          | 53          | -5          | —                   |
| 2001      | 3e Sud        | 10e         | 53          | 38          | 14          | 11          | 13          | 51          | 36          | +15         | Cinquième tour      |
| 2002      | 3e Sud        | 14e         | 42          | 40          | 12          | 6           | 22          | 27          | 61          | -34         | Premier tour        |
| 2003      | 3e Sud        | 17e         | 34          | 38          | 9           | 7           | 22          | 23          | 62          | -39         | Premier tour        |
| 2004      | 3e Sud        | 14e         | 29          | 32          | 9           | 2           | 21          | 25          | 63          | -38         | Deuxième tour       |
| 2005      | 3e Sud        | 12e         | 16          | 24          | 3           | 7           | 14          | 17          | 44          | -27         | Deuxième tour       |
| 2006      | 3e Sud        | 16e         | 20          | 32          | 5           | 5           | 22          | 27          | 63          | -36         | Deuxième tour       |
| 2007      | 3e Sud        | 11e         | 28          | 28          | 8           | 4           | 16          | 24          | 38          | -14         | Deuxième tour       |
| 2008      | 3e Sud        | 14e         | 33          | 34          | 9           | 6           | 19          | 31          | 56          | -25         | Deuxième tour       |
| 2009      | 3e Sud        | 10e         | 43          | 34          | 11          | 10          | 13          | 36          | 39          | -3          | Deuxième tour       |
| 2010      | 3e Sud        | 4e          | 58          | 32          | 17          | 7           | 8           | 58          | 35          | +23         | Deuxième tour       |
| 2011-2012 | 3e Sud        | 6e          | 56          | 34          | 17          | 5           | 12          | 64          | 49          | +15         | Quatrième tour      |
| 2011-2012 | 3e Sud        | 6e          | 56          | 34          | 17          | 5           | 12          | 64          | 49          | +15         | Quatrième tour      |
| 2012-2013 | 3e Sud        | 4e          | 62          | 32          | 17          | 11          | 4           | 62          | 31          | +31         | Seizièmes de finale |
| 2013-2014 | 3e Sud        | 7e          | 51          | 34          | 14          | 9           | 11          | 43          | 36          | +7          | Deuxième tour       |
| 2014-2015 | 3e Sud        | 15e         | 33          | 30          | 9           | 6           | 15          | 42          | 44          | -2          | Quatrième tour      |
| 2015-2016 | 3e Sud        | 13e         | 21          | 26          | 5           | 6           | 15          | 23          | 49          | -26         | Deuxième tour       |
| 2017      | 4e Sud        | 8e          | 11          | 16          | 3           | 2           | 11          | 21          | 37          | -16         | —                   |